# Martin Wagner (architecte)
Pour les articles homonymes, voir Martin Wagner (homonymie) et Wagner.
Martin Wagner (né le 5 novembre 1885, à Königsberg (province de Prusse-Orientale); † 28 mai 1957, à Cambridge (Massachusetts)) est un architecte et urbaniste germano-américain.

## Biographie
Wagner fait ses études à l'Université technique de Berlin. Il travaille ensuite comme dessinateur dans le bureau de Hermann Muthesius, avant d'être nommé architecte de la Ville de Schöneberg en 1918, devenue depuis une zone du centre-ville de Berlin. En 1938, Wagner obtient un poste d'enseignant en urbanisme à la Graduate School of Design de l'Université de Harvard à Cambridge. Il reste en relation avec Walter Gropius, mais lui reproche d’avoir abandonné les principes sociaux sous-jacents du modernisme, pour n’en retenir que la forme et le style. Wagner prend la nationalité américaine en 1944. Il travaille alors comme professeur à la Harvard Graduate School of Design jusqu'à sa retraite en 1951. Son fils, Bernard Wagner devint aussi architecte.